# Halowe Mistrzostwa Europy w Lekkoatletyce 1986 – skok wzwyż mężczyzn
Skok wzwyż mężczyzn – jedna z konkurencji technicznych rozgrywanych podczas halowych lekkoatletycznych mistrzostw Europy w hali Palacio de Deportes w Madrycie. Rozegrano od razu finał 22 lutego 1986. Zwyciężył reprezentant Republiki Federalnej Niemiec Dietmar Mögenburg, który zwyciężał w tej konkurencji w 1980, 1982 i 1984. Tytułu zdobytego na poprzednich mistrzostwach nie obronił Patrik Sjöberg ze Szwecji, który tym razem zajął 6. miejsce.

## Rezultaty

### Finał
Wystąpiło 15 skoczków.

Opracowano na podstawie materiału źródłowego.
| Miejsce | Zawodnik              | Wynik |
| ------- | --------------------- | ----- |
| 1       | Dietmar Mögenburg     | 2,34  |
| 2       | Carlo Thränhardt      | 2,31  |
| 3       | Eddy Annys            | 2,28  |
| 3       | Geoff Parsons         | 2,28  |
| 5       | Sorin Matei           | 2,28  |
| 6       | Krzysztof Krawczyk    | 2,24  |
| 6       | Patrik Sjöberg        | 2,24  |
| 8       | Ján Zvara             | 2,24  |
| 9       | Dariusz Zielke        | 2,24  |
| 10      | Ołeksandr Kotowycz    | 2,24  |
| 10      | Jindřich Vondra       | 2,24  |
| 12      | Gerd Nagel            | 2,20  |
| 13      | Novica Čanović        | 2,20  |
| 13      | Miguel Moral          | 2,20  |
| 15      | Gustavo Adolfo Becker | 2,10  |